# Đo điện trở suất hố khoan
Đo điện trở suất hố khoan (tiếng Anh: Resistivity log) là thành phần chủ chốt của Địa vật lý hố khoan, thực hiện dựa cơ sở lý thuyết của Thăm dò điện trở, với hệ cực đo bố trí trong đầu thu ở hố khoan, nhằm thu được thông tin điện trở suất của đất đá. Dựa trên thông tin điện trở suất, kết hợp với thông tin khác, từ đó phân chia đất đá theo thành phần, tính chất và trạng thái, góp phần khẳng định hay hiệu đính địa tầng hố khoan. Nó gần như không thiếu vắng trong các khảo sát hố khoan.

## Phương pháp thực hiện
Đo điện trở suất, cũng như phân cực kích thích, thực hiện với hệ đo 3 cực, trong đó lưỡng cực MN ở dưới, các cực A ở phía trên, còn cực B ở trên mặt đất, đặt ở nơi tiếp đất tốt và cách xa miệng hố khoan cỡ trên chục mét. Mặt khác để thuận tiện cho đo đạc, người ta tráo đổi cực thu ↔ phát và dùng dòng đảo chiều có kỳ nghỉ với tần số cỡ chục Hz, phát vào lưỡng cực MN. Khi đó có thể quan sát thế ở nhiều cực như A1, A2, A3, A4,... so với cực B. Nó đảm bảo điều kiện tiếp địa ở cực phát dòng thực tế không bị thăng giáng, và cho phép đo đồng thời các điện thế điện trở, cũng như tách được điện thế thiên nhiên SP. Khi có nhiều "cực A" thì điện thế SP chỉ lấy ở 1 điện cực, và trong lý lịch đầu đo sẽ chỉ rõ vị trí "điểm đo" SP, và độ dịch so với điểm đo của điện trở suất là vị trí giữa của các cực MN.
Trước đây đo ghi thực hiện bằng mạch tương tự, ghi lên máy vẽ đồ thị chuyên dụng. Từ những năm 1970 bắt đầu sử dụng kỹ thuật số hóa số liệu tại đầu đo rồi truyền lên mặt đất ở dạng số. Điều này cho phép tích hợp các đầu đo của các phương pháp khác nhau vào cùng một dãy đầu đo (stackable probes) để đo đồng thời nhiều số liệu.
Vì khi khoan, đất đá quanh thành hố khoan bị nứt nẻ với mức độ khác nhau. Sau đó sự xâm nhập của nước làm điện trở suất giảm tùy theo mức nứt nẻ quanh hố khoan. Để xác định bán kính các đới này quanh hố khoan, thì dùng Đầu đo điện với các phân bố cực đo 8-16-32-64 inch. Ví dụ Đầu đo "Mount Sopris QL40-ELOG 8-16-32-64" normal resistivity probe" cho ra số liệu SP và 4 số liệu điện trở suất của 4 khoảng thu phát 8-16-32-64".
Một kiểu đầu đo mới phát triển, là đo gamma cùng điện trở suất của 2 khoảng thu phát 16 và 64 inch (0,4 và 1,6 m), là "Mount Sopris 40GRP – Gamma + Resistivity" 